# Syzygium recurvovenosum
Syzygium recurvovenosum är en myrtenväxtart som först beskrevs av Carl Karl Adolf Georg Lauterbach, och fick sitt nu gällande namn av Friedrich Ludwig Diels. Syzygium recurvovenosum ingår i släktet Syzygium och familjen myrtenväxter. Inga underarter finns listade i Catalogue of Life.